# Temporada do Campeonato Mundial de Superbike de 2020
A Temporada de SBK de 2020 foi a 33ª edição deste mundial promovido pela FIM.

## Calendário e resultados das corridas
| Calendário | Calendário | Calendário | Calendário                        | Calendário      | Calendário          | Calendário            | Calendário            | Calendário                         |
| Round      | Round      | Local      | Circuito                          | Data            | Superpole           | Volta mais rápida     | Piloto vencedor       | Equipe vencedora                   |
| ---------- | ---------- | ---------- | --------------------------------- | --------------- | ------------------- | --------------------- | --------------------- | ---------------------------------- |
| 1          | R1         | Australia  | Phillip Island Grand Prix Circuit | 29 de Fevereiro | Tom Sykes           | Jonathan Rea          | Toprak Razgatlıoğlu   | Pata Yamaha WorldSBK Official Team |
| 1          | SR         | Australia  | Phillip Island Grand Prix Circuit | 1° de Março     | Tom Sykes           | Scott Redding         | Jonathan Rea          | Kawasaki Racing Team WorldSBK      |
| 1          | R2         | Australia  | Phillip Island Grand Prix Circuit | 1° de Março     |                     | Scott Redding         | Alex Lowes            | Kawasaki Racing Team WorldSBK      |
| 2          | R1         | Spain      | Circuito de Jerez                 | 1° de Agosto    | Scott Redding       | Jonathan Rea          | Scott Redding         | Aruba.it Racing – Ducati           |
| 2          | SR         | Spain      | Circuito de Jerez                 | 2 de Agosto     | Scott Redding       | Jonathan Rea          | Jonathan Rea          | Kawasaki Racing Team WorldSBK      |
| 2          | R2         | Spain      | Circuito de Jerez                 | 2 de Agosto     |                     | Scott Redding         | Scott Redding         | Aruba.it Racing – Ducati           |
| 3          | R1         | Portugal   | Algarve International Circuit     | 8 de Agosto     | Jonathan Rea        | Jonathan Rea          | Jonathan Rea          | Kawasaki Racing Team WorldSBK      |
| 3          | SR         | Portugal   | Algarve International Circuit     | 9 de Agosto     | Jonathan Rea        | Jonathan Rea          | Jonathan Rea          | Kawasaki Racing Team WorldSBK      |
| 3          | R2         | Portugal   | Algarve International Circuit     | 9 de Agosto     |                     | Jonathan Rea          | Jonathan Rea          | Kawasaki Racing Team WorldSBK      |
| 4          | R1         | Spain      | MotorLand Aragón                  | 29 de Agosto    | Jonathan Rea        | Chaz Davies           | Scott Redding         | Aruba.it Racing – Ducati           |
| 4          | SR         | Spain      | MotorLand Aragón                  | 30 de Agosto    | Jonathan Rea        | Jonathan Rea          | Jonathan Rea          | Kawasaki Racing Team WorldSBK      |
| 4          | R2         | Spain      | MotorLand Aragón                  | 30 de Agosto    |                     | Jonathan Rea          | Jonathan Rea          | Kawasaki Racing Team WorldSBK      |
| 5          | R1         | Spain      | MotorLand Aragón                  | 5 de Setembro   | Jonathan Rea        | Michael Ruben Rinaldi | Michael Ruben Rinaldi | Team GoEleven                      |
| 5          | SR         | Spain      | MotorLand Aragón                  | 6 de Setembro   | Jonathan Rea        | Alex Lowes            | Scott Redding         | Aruba.it Racing – Ducati           |
| 5          | R2         | Spain      | MotorLand Aragón                  | 6 de Setembro   |                     | Michael Ruben Rinaldi | Jonathan Rea          | Kawasaki Racing Team WorldSBK      |
| 6          | R1         | Spain      | Circuit de Barcelona-Catalunya    | 19 de Setembro  | Jonathan Rea        | Jonathan Rea          | Jonathan Rea          | Kawasaki Racing Team WorldSBK      |
| 6          | SR         | Spain      | Circuit de Barcelona-Catalunya    | 20 de Setembro  | Jonathan Rea        | Álvaro Bautista       | Michael van der Mark  | Pata Yamaha WorldSBK Official Team |
| 6          | R2         | Spain      | Circuit de Barcelona-Catalunya    | 20 de Setembro  |                     | Chaz Davies           | Chaz Davies           | Aruba.it Racing – Ducati           |
| 7          | R1         | France     | Circuit de Nevers Magny-Cours     | 3 de Outubro    | Eugene Laverty      | Jonathan Rea          | Jonathan Rea          | Kawasaki Racing Team WorldSBK      |
| 7          | SR         | France     | Circuit de Nevers Magny-Cours     | 4 de Outubro    | Eugene Laverty      | Jonathan Rea          | Jonathan Rea          | Kawasaki Racing Team WorldSBK      |
| 7          | R2         | France     | Circuit de Nevers Magny-Cours     | 4 de Outubro    |                     | Loris Baz             | Scott Redding         | Aruba.it Racing – Ducati           |
| 8          | R1         | Portugal   | Circuito do Estoril               | 17 de Outubro   | Toprak Razgatlıoğlu | Michael van der Mark  | Toprak Razgatlıoğlu   | Pata Yamaha WorldSBK Official Team |
| 8          | SR         | Portugal   | Circuito do Estoril               | 18 de Outubro   | Toprak Razgatlıoğlu | Toprak Razgatlıoğlu   | Toprak Razgatlıoğlu   | Pata Yamaha WorldSBK Official Team |
| 8          | R2         | Portugal   | Circuito do Estoril               | 18 de Outubro   |                     | Chaz Davies           | Chaz Davies           | Aruba.it Racing – Ducati           |

As etapas a seguir foram incluídas no calendário original publicado pelo Conselho Mundial de Automobilismo, mas foram canceladas em resposta à pandemia de COVID-19:
| Grande Prêmio | Grande Prêmio  | Circuito                              | Data original             | Ref.          |
| ------------- | -------------- | ------------------------------------- | ------------------------- | ------------- |
| –             | Qatar          | Losail International Circuit          | 13 à 15 de Março          | [ 3 ] [ 4 ]   |
| –             | Netherlands    | TT Circuit Assen                      | 17 à 19 de Abril          | [ 5 ] [ 6 ]   |
| –             | Italy          | Autódromo Enzo e Dino Ferrari         | 8 à 10 de Maio            | [ 7 ] [ 8 ]   |
| –             | Italy          | Misano World Circuit Marco Simoncelli | 12 à 14 de Junho          | [ 9 ] [ 10 ]  |
| –             | United Kingdom | Donington Park                        | 3 à 5 de Julho            | [ 11 ] [ 12 ] |
| –             | Germany        | Motorsport Arena Oschersleben         | 31 de Julho à 2 de Agosto | [ 13 ] [ 14 ] |
| –             | Argentina      | Circuito San Juan Villicum            | 9 à 11 de Outubro         | [ 15 ] [ 16 ] |
| Fonte:        |                |                                       |                           |               |

## Pilotos e equipes
| Lista de inscritos                                 | Lista de inscritos | Lista de inscritos | Lista de inscritos | Lista de inscritos    | Lista de inscritos |
| Equipe                                             | Construtor         | Moto               | No.                | Pilotos               | Etapas             |
| -------------------------------------------------- | ------------------ | ------------------ | ------------------ | --------------------- | ------------------ |
| Kawasaki Racing Team WorldSBK                      | Kawasaki           | Ninja ZX-10RR      | 1                  | Jonathan Rea          | Todas              |
| Kawasaki Racing Team WorldSBK                      | Kawasaki           | Ninja ZX-10RR      | 22                 | Alex Lowes            | Todas              |
| Barni Racing Team                                  | Ducati             | Panigale V4 R      | 2                  | Leon Camier           | 1                  |
| Barni Racing Team                                  | Ducati             | Panigale V4 R      | 33                 | Marco Melandri        | 2–5                |
| Barni Racing Team                                  | Ducati             | Panigale V4 R      | 71                 | Matteo Ferrari        | 8                  |
| Barni Racing Team                                  | Ducati             | Panigale V4 R      | 97                 | Samuele Cavalieri     | 6–7                |
| Aruba.it Racing – Ducati                           | Ducati             | Panigale V4 R      | 7                  | Chaz Davies           | Todas              |
| Aruba.it Racing – Ducati                           | Ducati             | Panigale V4 R      | 45                 | Scott Redding         | Todas              |
| Outdo Kawasaki TPR                                 | Kawasaki           | Ninja ZX-10RR      | 11                 | Sandro Cortese        | 1–3                |
| Outdo Kawasaki TPR                                 | Kawasaki           | Ninja ZX-10RR      | 40                 | Román Ramos           | 4–5                |
| Outdo Kawasaki TPR                                 | Kawasaki           | Ninja ZX-10RR      | 53                 | Valentin Debise       | 6–7                |
| Outdo Kawasaki TPR                                 | Kawasaki           | Ninja ZX-10RR      | 84                 | Loris Cresson         | 8                  |
| Kawasaki Puccetti Racing                           | Kawasaki           | Ninja ZX-10RR      | 12                 | Javier Forés          | Todas              |
| MIE Racing Althea Honda Team MIE Racing Honda Team | Honda              | CBR1000RR-R        | 13                 | Takumi Takahashi      | Todas              |
| MIE Racing Althea Honda Team MIE Racing Honda Team | Honda              | CBR1000RR-R        | 51                 | Eric Granado          | 8                  |
| MIE Racing Althea Honda Team MIE Racing Honda Team | Honda              | CBR1000RR-R        | 63                 | Lorenzo Gabellini     | 2–4                |
| Team HRC                                           | Honda              | CBR1000RR-R        | 19                 | Álvaro Bautista       | Todas              |
| Team HRC                                           | Honda              | CBR1000RR-R        | 91                 | Leon Haslam           | Todas              |
| Brixx Performance                                  | Ducati             | Panigale V4 R      | 20                 | Sylvain Barrier       | 2–8                |
| Team GoEleven                                      | Ducati             | Panigale V4 R      | 21                 | Michael Ruben Rinaldi | Todas              |
| Nuova M2 Racing                                    | Aprilia            | RSV4 1000          | 23                 | Christophe Ponsson    | 2–4                |
| GRT Yamaha WorldSBK Junior Team                    | Yamaha             | YZF-R1             | 31                 | Garrett Gerloff       | Todas              |
| GRT Yamaha WorldSBK Junior Team                    | Yamaha             | YZF-R1             | 64                 | Federico Caricasulo   | Todas              |
| Orelac Racing VerdNatura                           | Kawasaki           | Ninja ZX-10RR      | 32                 | Sheridan Morais       | 8                  |
| Orelac Racing VerdNatura                           | Kawasaki           | Ninja ZX-10RR      | 34                 | Xavier Pinsach        | 7                  |
| Orelac Racing VerdNatura                           | Kawasaki           | Ninja ZX-10RR      | 77                 | Maximilian Scheib     | 1–6                |
| Motocorsa Racing                                   | Ducati             | Panigale V4 R      | 36                 | Leandro Mercado       | 2–4, 6–8           |
| Motocorsa Racing                                   | Ducati             | Panigale V4 R      | 71                 | Matteo Ferrari        | 5                  |
| Motocorsa Racing                                   | Ducati             | Panigale V4 R      | 87                 | Lorenzo Zanetti       | 6                  |
| BMW Motorrad WorldSBK Team                         | BMW                | S1000RR            | 50                 | Eugene Laverty        | Todas              |
| BMW Motorrad WorldSBK Team                         | BMW                | S1000RR            | 66                 | Tom Sykes             | Todas              |
| Pata Yamaha WorldSBK Official Team                 | Yamaha             | YZF-R1             | 54                 | Toprak Razgatlıoğlu   | Todas              |
| Pata Yamaha WorldSBK Official Team                 | Yamaha             | YZF-R1             | 60                 | Michael van der Mark  | Todas              |
| Ten Kate Racing Yamaha                             | Yamaha             | YZF-R1             | 76                 | Loris Baz             | Todas              |
| Bonovo Action by MGM Racing                        | Yamaha             | YZF-R1             | 94                 | Jonas Folger          | 6, 8               |

| Legenda             |
| ------------------- |
| Piloto da Temporada |
| Piloto Convidado    |
| Piloto Substituto   |

## Classificação do campeonato

### Classificação de pilotos
| Pos. | Piloto                | Moto     | PHI | PHI | PHI | JER | JER | JER | POR | POR | POR | ARA | ARA | ARA | ARA | ARA | ARA | BAR | BAR | BAR | MAG | MAG | MAG | EST | EST | EST | Pts. |
| Pos. | Piloto                | Moto     | R1  | SR  | R2  | R1  | SR  | R2  | R1  | SR  | R2  | R1  | SR  | R2  | R1  | SR  | R2  | R1  | SR  | R2  | R1  | SR  | R2  | R1  | SR  | R2  | Pts. |
| ---- | --------------------- | -------- | --- | --- | --- | --- | --- | --- | --- | --- | --- | --- | --- | --- | --- | --- | --- | --- | --- | --- | --- | --- | --- | --- | --- | --- | ---- |
| 1    | Jonathan Rea          | Kawasaki | Ret | 1   | 2   | 2   | 1   | 6   | 1   | 1   | 1   | 3   | 1   | 1   | 2   | 2   | 1   | 1   | 2   | 4   | 1   | 1   | 4   | 4   | 5   | 14  | 360  |
| 2    | Scott Redding         | Ducati   | 3   | 3   | 3   | 1   | 2   | 1   | 7   | 5   | 2   | 1   | 2   | 4   | Ret | 1   | 3   | 2   | 8   | 6   | 5   | 4   | 1   | Ret | 6   | 2   | 305  |
| 3    | Chaz Davies           | Ducati   | 8   | 13  | 5   | 4   | 5   | 2   | 11  | Ret | 4   | 2   | 5   | 2   | 3   | 5   | Ret | 3   | 4   | 1   | 4   | 5   | 3   | 2   | 4   | 1   | 273  |
| 4    | Toprak Razgatlıoğlu   | Yamaha   | 1   | 2   | Ret | 3   | Ret | 3   | 2   | 2   | 8   | 6   | 7   | 8   | 5   | 7   | 7   | 6   | DNS | DNS | 6   | 9   | 9   | 1   | 1   | 3   | 228  |
| 5    | Michael van der Mark  | Yamaha   | 4   | 5   | 4   | Ret | 3   | 7   | 3   | 7   | 3   | 5   | 3   | 6   | 4   | 10  | 6   | 4   | 1   | 2   | 9   | 3   | 5   | Ret | 3   | 4   | 223  |
| 6    | Alex Lowes            | Kawasaki | 2   | 4   | 1   | 9   | 7   | 5   | 4   | 4   | Ret | Ret | 6   | 9   | 6   | 6   | 5   | 9   | 7   | 8   | 3   | 2   | 7   | 6   | Ret | Ret | 189  |
| 7    | Michael Ruben Rinaldi | Ducati   | 10  | 9   | NC  | 6   | 11  | 4   | 5   | 8   | 6   | 4   | 8   | 5   | 1   | 3   | 2   | 7   | 6   | Ret | 7   | 7   | 6   | 7   | 9   | 6   | 186  |
| 8    | Loris Baz             | Yamaha   | 7   | 7   | 8   | 5   | 4   | 17  | 6   | 3   | Ret | 7   | 9   | Ret | 12  | 11  | 8   | 14  | 3   | 10  | 2   | 6   | 2   | 9   | Ret | Ret | 142  |
| 9    | Álvaro Bautista       | Honda    | 6   | 16  | 6   | 7   | 10  | 8   | 9   | 11  | 5   | Ret | 4   | 3   | Ret | 4   | Ret | 5   | Ret | Ret | 12  | 14  | 15  | 17  | 7   | 5   | 113  |
| 10   | Leon Haslam           | Honda    | 5   | 8   | 12  | 10  | 9   | 12  | 12  | 9   | 13  | 10  | 10  | 7   | 7   | 8   | 4   | 10  | Ret | 9   | Ret | 11  | 13  | 5   | 8   | 7   | 113  |
| 11   | Garrett Gerloff       | Yamaha   | 14  | DNS | DNS | 11  | 8   | 10  | 14  | 10  | 11  | Ret | 13  | 10  | 11  | 13  | 10  | 8   | 5   | 3   | Ret | 8   | 8   | 3   | 2   | Ret | 103  |
| 12   | Tom Sykes             | BMW      | 9   | 6   | 10  | NC  | 6   | 11  | 8   | 6   | 7   | Ret | 15  | 12  | 10  | 9   | Ret | Ret | 9   | 5   | Ret | 20  | 10  | 10  | 11  | 10  | 88   |
| 13   | Javier Forés          | Kawasaki | Ret | 12  | 11  | 13  | 12  | 13  | 13  | 13  | Ret | 8   | 12  | 11  | 13  | 16  | 13  | 13  | 12  | 15  | 8   | 12  | Ret | 8   | 10  | 8   | 61   |
| 14   | Federico Caricasulo   | Yamaha   | 12  | 14  | Ret | Ret | 16  | 16  | 15  | 12  | 9   | 9   | 11  | 13  | 9   | 12  | 9   | 15  | Ret | 12  | 11  | Ret | 11  | Ret | 12  | 9   | 58   |
| 15   | Eugene Laverty        | BMW      | 11  | DNS | DNS | 15  | 13  | Ret | 10  | 20  | 12  | 16  | 16  | 14  | 8   | 14  | 11  | 11  | 11  | 7   | Ret | 15  | 14  | 12  | 16  | 12  | 55   |
| 16   | Leandro Mercado       | Ducati   |     |     |     | Ret | 17  | 15  | 16  | 14  | 10  | 11  | Ret | DNS |     |     |     | WD  | WD  | WD  | 10  | 10  | Ret | 13  | 14  | 13  | 24   |
| 17   | Marco Melandri        | Ducati   |     |     |     | 8   | 18  | 9   | 17  | 15  | 14  | 14  | 17  | Ret | Ret | 17  | 12  |     |     |     |     |     |     |     |     |     | 23   |
| 18   | Jonas Folger          | Yamaha   |     |     |     |     |     |     |     |     |     |     |     |     |     |     |     | 12  | 10  | 11  |     |     |     | 11  | 13  | 11  | 19   |
| 19   | Sandro Cortese        | Kawasaki | 13  | 11  | 9   | 14  | 14  | 14  | Ret | DNS | DNS |     |     |     |     |     |     |     |     |     |     |     |     |     |     |     | 14   |
| 20   | Sylvain Barrier       | Ducati   |     |     |     | 16  | 21  | Ret | 18  | 16  | 15  | 12  | 18  | 16  | Ret | 19  | Ret | 18  | 15  | Ret | 13  | 13  | 12  | DNS | DNS | DNS | 12   |
| 21   | Maximilian Scheib     | Kawasaki | 15  | 10  | 7   | Ret | 15  | 18  | 21  | Ret | Ret | Ret | 14  | 15  | 16  | 15  | Ret | DNS | DNS | DNS |     |     |     |     |     |     | 11   |
| 22   | Takumi Takahashi      | Honda    | Ret | 15  | Ret | 18  | 22  | Ret | 19  | 19  | 18  | 15  | 20  | 18  | 15  | 21  | 16  | 19  | 16  | 14  | 17  | 19  | 18  | 14  | 17  | 17  | 6    |
| 23   | Matteo Ferrari        | Ducati   |     |     |     |     |     |     |     |     |     |     |     |     | 14  | 18  | 14  |     |     |     |     |     |     | Ret | 15  | 15  | 5    |
| 24   | Christophe Ponsson    | Aprilia  |     |     |     | 12  | 19  | Ret | Ret | 17  | 16  | Ret | NC  | 17  |     |     |     |     |     |     |     |     |     |     |     |     | 4    |
| 25   | Román Ramos           | Kawasaki |     |     |     |     |     |     |     |     |     | 13  | 19  | Ret | Ret | 20  | 15  |     |     |     |     |     |     |     |     |     | 4    |
| 26   | Lorenzo Zanetti       | Ducati   |     |     |     |     |     |     |     |     |     |     |     |     |     |     |     | 17  | 13  | 13  |     |     |     |     |     |     | 3    |
| 27   | Valentin Debise       | Kawasaki |     |     |     |     |     |     |     |     |     |     |     |     |     |     |     | 20  | 14  | Ret | 14  | 16  | 17  |     |     |     | 2    |
| 28   | Eric Granado          | Honda    |     |     |     |     |     |     |     |     |     |     |     |     |     |     |     |     |     |     |     |     |     | 15  | 18  | 16  | 1    |
| 29   | Xavier Pinsach        | Kawasaki |     |     |     |     |     |     |     |     |     |     |     |     |     |     |     |     |     |     | 15  | 18  | Ret |     |     |     | 1    |
| 30   | Samuele Cavalieri     | Ducati   |     |     |     |     |     |     |     |     |     |     |     |     |     |     |     | 16  | Ret | Ret | 16  | 17  | 16  |     |     |     | 0    |
| 31   | Sheridan Morais       | Kawasaki |     |     |     |     |     |     |     |     |     |     |     |     |     |     |     |     |     |     |     |     |     | 16  | 19  | 18  | 0    |
| 32   | Lorenzo Gabellini     | Honda    |     |     |     | 17  | 20  | 19  | 20  | 18  | 17  | 17  | 21  | 19  |     |     |     |     |     |     |     |     |     |     |     |     | 0    |
| 33   | Loris Cresson         | Kawasaki |     |     |     |     |     |     |     |     |     |     |     |     |     |     |     |     |     |     |     |     |     | 18  | 20  | 19  | 0    |
| 34   | Leon Camier           | Ducati   | DNS | DNS | DNS |     |     |     |     |     |     |     |     |     |     |     |     |     |     |     |     |     |     |     |     |     | 0    |
| Pos. | Piloto                | Moto     | PHI | PHI | PHI | JER | JER | JER | POR | POR | POR | ARA | ARA | ARA | ARA | ARA | ARA | BAR | BAR | BAR | MAG | MAG | MAG | EST | EST | EST | Pts. |

| Cor      | Resultado            |
| -------- | -------------------- |
| Ouro     | Vencedor             |
| Prata    | 2º lugar             |
| Bronze   | 3º lugar             |
| Verde    | Terminou, nos pontos |
| Azul     | Terminou, sem pontos |
| Púrpura  | Retirou-se (Ret)     |
| Vermelho | Não qualificado (NQ) |
| Preto    | Desqualificado (DSQ) |
| Branco   | Não largou (NL)      |
| Sem cor  | Não participou (NP)  |
| Sem cor  | Lesionado (Les)      |
| Sem cor  | Excluído (EX)        |

### Classificação de construtores
| Pos. | Construtor | PHI | PHI | PHI | JER | JER | JER | POR | POR | POR | ARA | ARA | ARA | ARA | ARA | ARA | BAR | BAR | BAR | MAG | MAG | MAG | EST | EST | EST | Pts. |
| Pos. | Construtor | R1  | SR  | R2  | R1  | SR  | R2  | R1  | SR  | R2  | R1  | SR  | R2  | R1  | SR  | R2  | R1  | SR  | R2  | R1  | SR  | R2  | R1  | SR  | R2  | Pts. |
| ---- | ---------- | --- | --- | --- | --- | --- | --- | --- | --- | --- | --- | --- | --- | --- | --- | --- | --- | --- | --- | --- | --- | --- | --- | --- | --- | ---- |
| 1    | Kawasaki   | 2   | 1   | 1   | 2   | 1   | 5   | 1   | 1   | 1   | 3   | 1   | 1   | 2   | 2   | 1   | 1   | 2   | 4   | 1   | 1   | 4   | 4   | 5   | 8   | 392  |
| 2    | Ducati     | 3   | 3   | 3   | 1   | 2   | 1   | 5   | 5   | 2   | 1   | 2   | 2   | 1   | 1   | 2   | 2   | 4   | 1   | 4   | 4   | 1   | 2   | 4   | 1   | 391  |
| 3    | Yamaha     | 1   | 2   | 4   | 3   | 3   | 3   | 2   | 2   | 3   | 5   | 3   | 6   | 4   | 7   | 6   | 4   | 1   | 2   | 2   | 3   | 2   | 1   | 1   | 3   | 330  |
| 4    | Honda      | 5   | 8   | 6   | 7   | 9   | 8   | 9   | 9   | 5   | 10  | 4   | 3   | 7   | 4   | 4   | 5   | 16  | 9   | 12  | 11  | 13  | 5   | 7   | 5   | 166  |
| 5    | BMW        | 9   | 6   | 10  | 15  | 6   | 11  | 8   | 6   | 7   | 16  | 15  | 12  | 8   | 9   | 11  | 11  | 9   | 5   | Ret | 15  | 10  | 10  | 11  | 10  | 101  |
| 6    | Aprilia    |     |     |     | 12  | 19  | Ret | Ret | 17  | 16  | Ret | NC  | 17  |     |     |     |     |     |     |     |     |     |     |     |     | 4    |
| Pos. | Construtor | PHI | PHI | PHI | JER | JER | JER | POR | POR | POR | ARA | ARA | ARA | ARA | ARA | ARA | BAR | BAR | BAR | MAG | MAG | MAG | EST | EST | EST | Pts. |

## Exibição no Brasil
| Transmissão | Transmissão                 |
| ----------- | --------------------------- |
| DAZN        | Narração: Guto Nejaim       |
| DAZN        | Narração: André Duek        |
| DAZN        | Comentários: Gian Calabrese |
| DAZN        | Comentários: Bruno Corano   |